# Ритя
Ритя е село в Северна България. То се намира в община Дряново, област Габрово.

## Галерия
- Стара къща в село Ритя с фасада на мидички
- Още една стара къща в село Ритя
- Входната табела на селото

## Други
Ледник Ритя на остров Смит в Антарктика е наименуван на селото.